# Ulisse Caputo

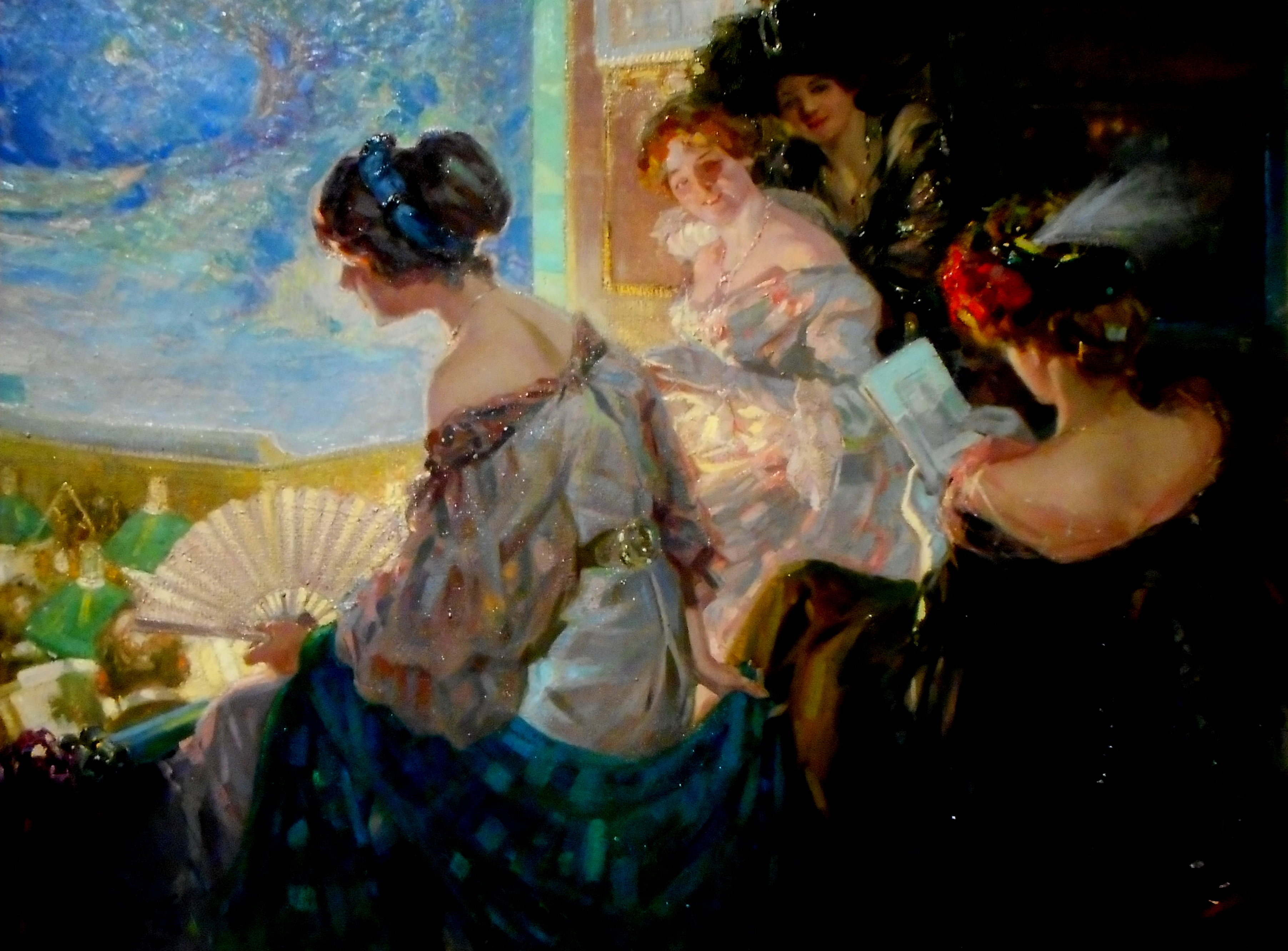
La loge du théatre di Ulisse Caputo.

Ulisse Caputo (Salerno, 4 novembre 1872 – Parigi, 13 ottobre 1948) è stato un pittore italiano.

## Biografia

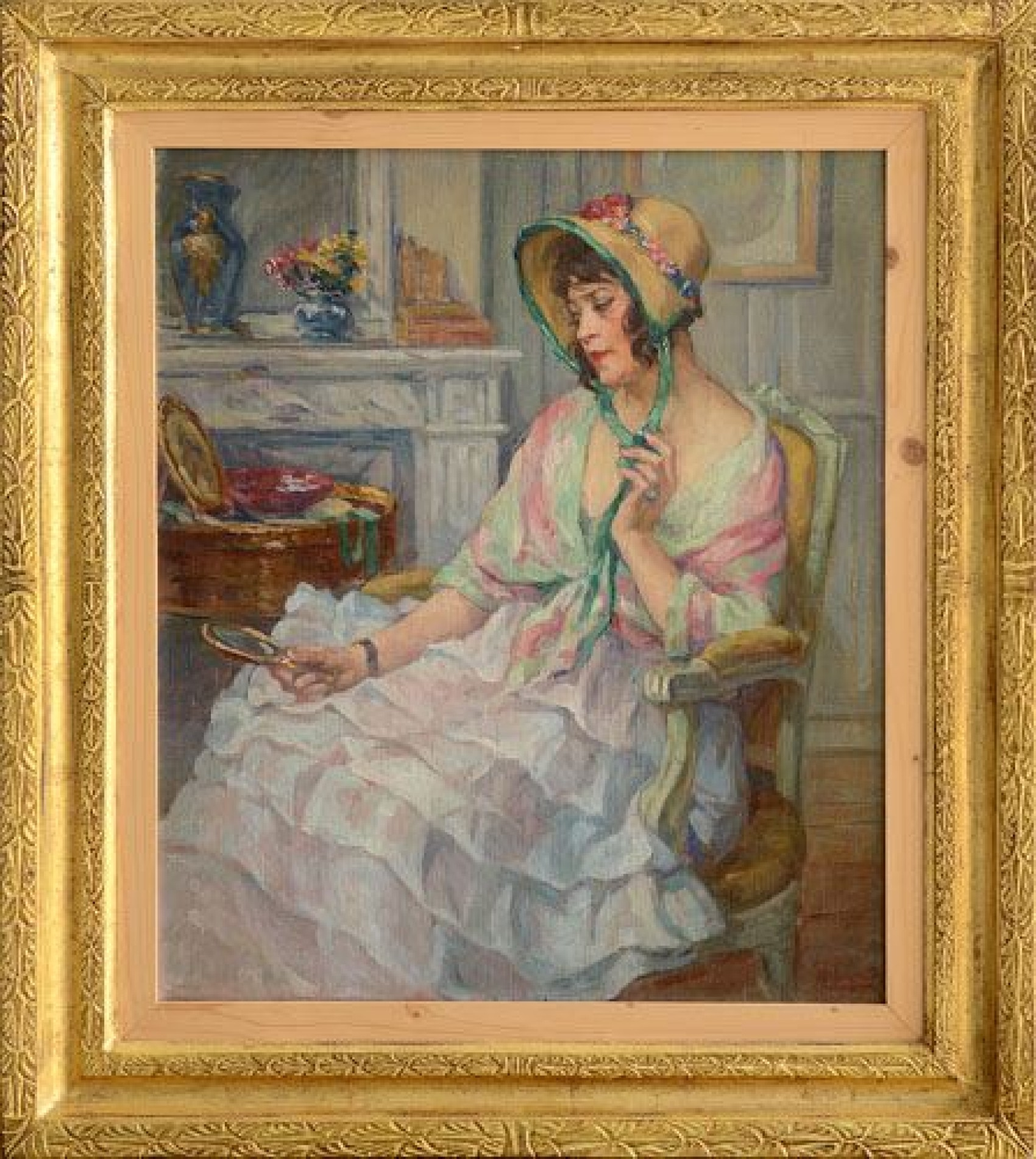
Dama in un intern

Nacque a Salerno da Ermenegildo e da Francesca San Martino. Il padre, scenografo e decoratore teatrale, lo indirizzò verso la carriera artistica. Studiò all'Istituto di Belle Arti di Napoli, dove frequentò la scuola di disegno di Stanislao Lista e la scuola di pittura di Domenico Morelli. Frequentò altresì lo studio del pittore concittadino Gaetano Esposito. Quando nel 1897, alla terza Esposizione triennale di Milano, e alla mostra della Promotrice "Salvator Rosa" di Napoli, le sue opere non furono apprezzate, decise di trasferirsi a Parigi, dove si affermò e produsse opere che figurarono con successo nelle più importanti mostre dell'epoca. Conseguì riconoscimenti e incarichi ufficiali, come una missione in Marocco nel 1914, incaricato dal governo francese. Visse a Parigi fino alla morte sopraggiunta nel 1948.